# 27 Pułk Piechoty Honwedu
27 Pułk Piechoty Honwedu (HonvIR 27, HIR.27) – pułk piechoty królewsko-węgierskiej Obrony Krajowej.  
Pułk został utworzony w 1886 roku. Okręg uzupełnień – Osijek (węg. Eszék, niem. Esseg).
Kolory pułkowe: szary (niem. schiefergrau), guziki złote. Skład narodowościowy w 1914 roku 84% – Chorwaci i Serbowie. 
Komenda pułku oraz I i II bataliony stacjonowały w Sisaku, natomiast III batalion w Novej Gradišce (węg. Újgradiska, niem. Neugradiska).
W 1914 roku wszystkie bataliony walczyły na froncie bałkańskim. Bataliony wchodziły w skład 84 Brygady Piechoty Honwedu należącej do 42 Dywizji Piechoty Honwedu, a ta z kolei do XIII Korpusu 5 Armii.

## Dowódcy pułku
- płk Alois Petkovic (1914[3])